# 時間領域天文学
時間領域天文学（じかんりょういきてんもんがく、英: Time-domain astronomy）とは、天体の時間軸変化を追跡する観測天文学領域の学問である。
突発天体と呼ばれる、超新星などの急激に明るくなる天体の観測や、変光星などの周期的変動を示す天体の観測を主とする。